# Peter Palitzsch
Pour les articles homonymes, voir Palitzsch.
Peter Palitzsch, né le 11 septembre 1918 à Deutmannsdorf, arrondissement de Löwenberg-en-Silésie (royaume de Prusse) et mort le 18 décembre 2004 à Havelberg (Allemagne), est un metteur en scène allemand.

## Biographie
Fils d'un marchant, Peter Palitzsch naît en septembre 1918 dans le village de Deutmannsdorf (près de la ville de Löwenberg-en-Silésie). Il grandit à Dresde, en Saxe, où il termine ses études secondaires. Il effectue un apprentissage d'artiste commercial (école technique) puis dirige une agence de publicité avec son frère Hans Heinrich Palitzsch,. Après cinq ans de service militaire et une courte période d'emprisonnement, il revient à Dresde, détruite et figure parmi les fondateurs du chapitre local de la Croix-Rouge. Il commence sa carrière sur scène en tant que dramaturge à la Dresden Volksbühne.
En 1949, Bertolt Brecht l'engage comme dramaturge et assistant dans son nouveau Berliner Ensemble,. Comme l'ensemble n'avait pas encore sa propre résidence à cette époque, ils jouent sur différentes scènes de Berlin. En 1954, la troupe emménage dans le bâtiment du Theater am Schiffbauerdamm. Le sigle du Berliner Ensemble (BE), encore utilisé aujourd'hui, est réalisé selon un de ses dessins et surmonte le sommet de la tour,.

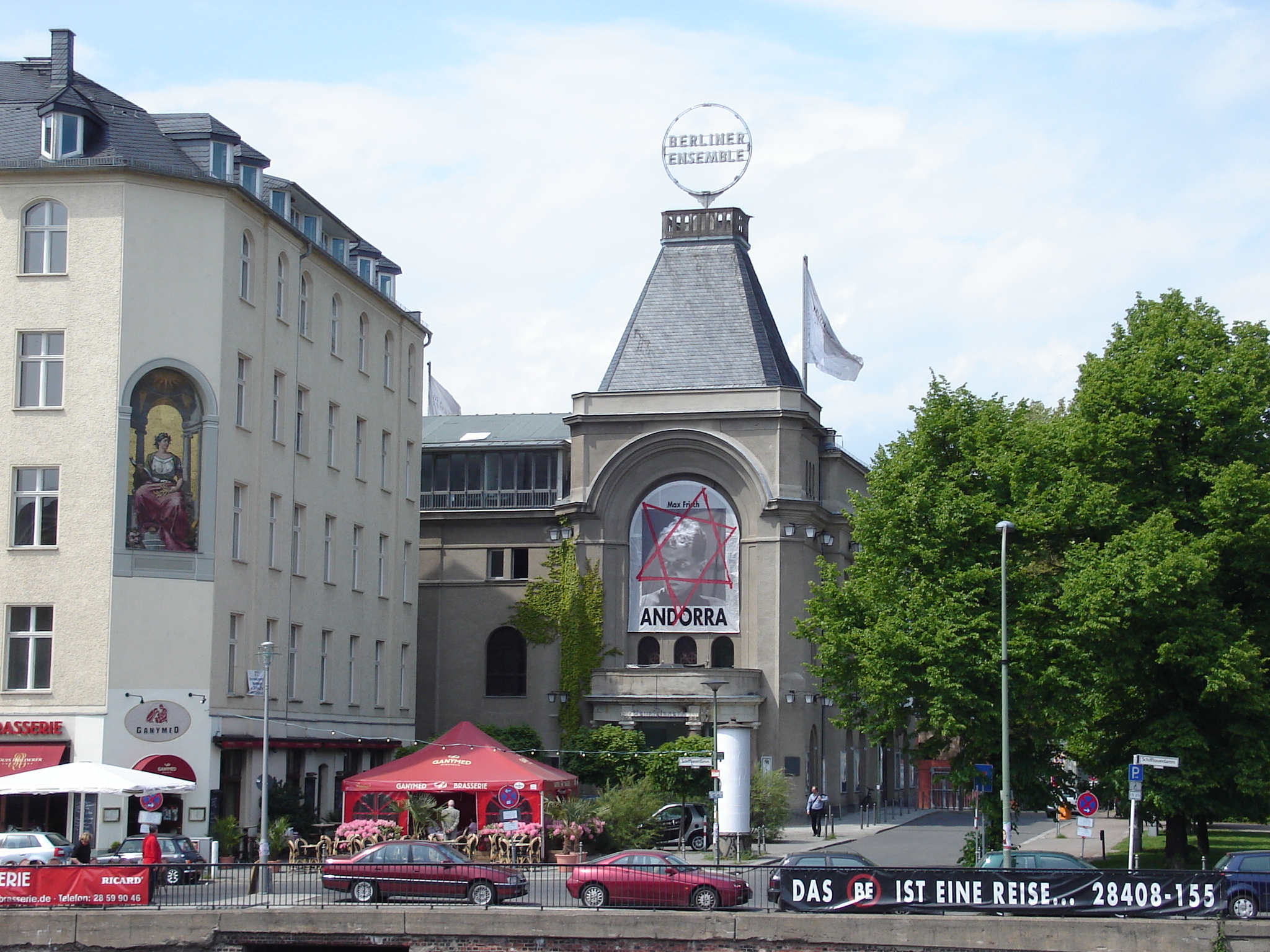
Le Theater am Schiffbauerdamm du Berliner Ensemble, dont la tour est surmontée de son logo, dessiné par Palitzsch.

En 1955, il présente sa première pièce en tant que metteur en scène, Der große Tag des Gelehrten Wu. L'année suivante, il fait ses débuts avec sa première production, la pièce de John Synge Le Baladin du monde occidental, avec Heinz Schubert dans le rôle-titre. Une série de coproductions avec Manfred Wekwerth suit. Après la mort de Brecht, le 18 août 1956, Peter Palitzsch commence également à travailler dans d'autres théâtres allemands. Dans ses productions, il suit toujours les traces de Constantin S. Stanislavski (1863-1938), le réformateur du théâtre soviétique, dans les traces de Brecht, sans jamais atteindre ce but. En mai 1957 suit La Tragédie optimiste (Optimistische Tragödie) de V. Vichnevski. Cependant, Peter Palitzsch est l'unique responsable de la première mondiale de La Résistible Ascension d'Arturo Ui de Brecht au Staatstheater de Stuttgart en novembre 1958, avec Wolfgang Kieling dans le rôle-titre,. En revanche, la représentation de cette pièce au Berliner Ensemble en 1959, avec Ekkehard Schall comme acteur principal, est à nouveau considérée comme une coproduction (bien que sur son site Internet Wekwerth Palitzsch, en parle aussi peu que la première à Stuttgart). La représentation berlinoise d'Arturo Ui, pour laquelle Wekwerth reçoit le prix national de la RDA en 1959, est également présentée avec un grand succès à Paris en 1960, où elle reçoit le prix du Théâtre des Nations et le grand prix de la critique théâtrale et musicale parisienne. Ce fut la percée internationale de Peter Palitzsch. Avec Ekkehard Schall en tête, la pièce est restée au répertoire du Berliner Ensemble pendant 15 ans et a connu 532 représentations.
En 1960/1961, Manfred Wekwerth et Peter Palitzsch filment au DEFA Mère Courage et ses enfants avec Helene Weigel, Angelika Hurwicz, Regine Lutz, Ernst Busch, Wolf Kaiser, Ekkehard Schall et Heinz Schubert. Le film remporte le prix spécial du jury au Festival du film de Locarno en juin 1961,,.

### Séjour à l'Ouest
Peter Palitzsch est appelé en Allemagne de l'Ouest, en tant que représentant des productions authentiques des pièces de Brecht. Il met en scène La Vie d'Édouard II à Stuttgart, Homme pour homme (Mann ist Mann) à Wuppertal et Le Cercle de craie caucasien et La Bonne Âme du Se-Tchouan à Ulm. Peu après l'érection du mur de Berlin, le 13 août 1961, il met en scène Le Procès de Jeanne d'Arc à Rouen, 1431 (Der Prozess der Jeanne d'Arc zu Rouen 1431) de Brecht (basé sur une pièce radiophonique d'Anna Seghers) qui connait le 1er septembre 1961 sa première ouest-allemande. Les habitants d'Ulm ne voulaient pas accepter la représentation des pièces de Brecht et Peter Palitzsch est vivement critiqué par les journaux Die Welt et Bild et il y a même des alertes à la bombe. Tandis qu'en raison de la situation politique, d'autres théâtres s'abstiennent de jouer les œuvres de Brecht, après la première, qui se déroule sans encombre, Peter Palitzsch fait déclarer à Kurt Hübner, l'intendant d'Ulm, qu'il ne retournerait pas en Allemagne de l'Est (RDA),. La même année, il met en scène Le Cercle de craie caucasien à Oslo avec Liv Ullmann, encore inconnue. Ses productions de La Mort de Danton de Georg Büchner au Staatstheater de Stuttgart en 1962, de Mère Courage de Bertolt Brecht à Cologne en 1964 (avec Ursula von Reibnitz) et de Maître Puntila et son valet Matti, dont la première a eu lieu en mai 1966 (avec Hanns Ernst Jäger et Traugott Buhre), sont considérées comme des classiques de ces années. Sa mise en scène de Der Schwarze Schwan (de) (Le Cygne noir) de Martin Walser à Stuttgart est invitée au Theatertreffen de Berlin en 1965,. D'une importance capitale dans cette nouvelle voie de son travail artistique, il élargit son spectre pour inclure des auteurs classiques tels que Samuel Beckett, Seán O'Casey, Harold Pinter, William Shakespeare et, dans le cas du théâtre contemporain, en particulier Peter Turrini et Martin Walser.
En 1967, il réalise une adaptation télévisée de la pièce de théâtre de Brecht Procès de Jeanne d'Arc à Rouen, 1431 pour WDR (la Radiodiffusion ouest-allemande - Cologne).

### Stuttgart et Francfort
À partir du 1er janvier 1966, Peter Palitzsch devient directeur de théâtre au Staatstheater de Stuttgart. Sa production de drames royaux shakespeariens pour deux soirées intitulées Rosenkriege I + II (Henri VI, La Vie d'Édouard II) est invitée au Theatertreffen de Berlin en 1967,,. Il interprète Shakespeare conformément à sa façon de travailler, regardant les conflits anciens avec les yeux d'aujourd'hui afin de comprendre ce qui se passait constamment. Les critiques célèbrent cela comme une « appropriation contemporaine des drames royaux ». La même reconnaissance d'une invitation à Berlin fut sa production en 1968 de Maria (de) (Marija) d'Isaac Babel, la première en 1969 de Toller de Tankred Dorst et en 1970 Diese Geschichte von Ihnen (This Story of Yours, 1968) de John Hopkins,. Les scénographies sont à chaque fois de Wilfried Minks (de). En 1972, une autre production à Stuttgart de Palitzsch est invitée à Berlin : En attendant Godot avec Gerhard Just (de) et Peter Roggisch. Son mérite particulier est d'avoir fait de cette maison de Stuttgart l'une des premières étapes en Allemagne. Les pièces mentionnées deviennent des sensations internationales, rencontrent des applaudissements, mais reçoivent également des refus et déclenchent de nombreuses discussions publiques. « Le théâtre doit changer le monde » est l'une de ses orientations les plus importantes. À la fin de l'automne 1967, Peter Palitzsch rencontre une forte opposition politique dans les rangs de la CDU lorsqu'il crée la pièce MacBird! de Barbara Garson (née en 1941). Cette parodie du président américain de l'époque, Lyndon B. Johnson, conduit à de graves hostilités contre lui. En juin 1972, il dit au revoir au public de Stuttgart avec un Hamlet très controversé.
Peter Palitzsch passe alors au Théâtre de Francfort pour réaliser un théâtre participatif inspiré des idées des mouvements de 1968. Parmi ses productions, celles d'Emilia Galotti de Lessing en 1972, de L'Éveil du printemps (Frühlings Erwachen) de Wedekind en 1974, qui fut invitée au Berliner Theatertreffen, et Die Tage der Commune de Brecht, qui est jouée le 27 septembre 1977, pendant ce qui est appelé l'automne allemand, dont un des évènements est l'enlèvement de Hanns Martin Schleyer par la « Fraction armée rouge » le 5 septembre 1977 et son assassinat six semaines plus tard. Solness le constructeur (Baumeister Solness) d'Ibsen de 1978 et Don Carlos de Schiller de 1979 comptent également parmi ses meilleures productions. Cependant, les tensions au sein de l'équipe dirigeante avaient augmenté à tel point que Palitzsch a interrompu l'expérience et a mis fin à ses années à Francfort et l'ont poussé à démissionner du poste de directeur en 1980.

### Carrière internationale
Au cours de la décennie suivante, Peter Palitzsch travaille dans divers théâtres ouest-allemands et également à Vienne où il sort de nombreuses œuvres au Burgtheater, à Zurich, à Rio de Janeiro et à Oslo avec Liv Ullmann dans Mère Courage et ses enfants. Il tient également un rôle principal dans le film Die Familie oder Schroffenstein (1983) de Hans Neuenfels. Après la chute du Mur, il revient au Berliner Ensemble en 1992 pour en prendre la direction avec Peter Zadek, Fritz Marquardt, Matthias Langhoff, Eva Mattes (10 mois) et Heiner Müller jusqu'en 1995. En 1998, à l'occasion du 100e anniversaire de son professeur Bertolt Brecht, il met en scène la soirée musicale du Berliner Ensemble : Leben will ich, Eure Sonne schnaufen [Je veux vivre, respire ton soleil] avec l'acteur Volker Spengler, la chanteuse Maria Husmann et le musicien et compositeur Simon Stockhausen (de). Sa dernière production est l'auto-écrit Drei kurze Texte (mit tödlichem Ausgang), dont la première a eu lieu à Luxembourg et à Kassel en 2003.

### Vie privée
Peter Palitzsch se marie en 1974 à Tanja von Oertzen, de plus de trente ans sa cadette. À partir de 1984, il vit en partenariat avec la chanteuse d'opéra Maria Husmann. Il meurt d'une insuffisance pulmonaire en 2004.

## Récompenses
Le 6 septembre 2004, Palitzsch a reçu la Croix fédérale du mérite, 1re classe. En 1991, il reçoit le Prix du Théâtre de Berlin.

## Filmographie partielle
- 1957 : Herr Puntila und sein Knecht Matti (de) (enregistrement en studio)
- 1971 : Sand (Scénario : Tankred Dorst)
- 1974 : Der aufhaltsame Aufstieg des Arturo Ui (de) (enregistrement théâtral)
- 1984 : Die Familie oder Schroffenstein, de Hans Neuenfels

## Au théâtre
- 1956 : John Millington Synge : Le Baladin du monde occidental, mise en scène avec Manfred Wekwerth (Berliner Ensemble)
- 1957 : Bertolt Brecht : Grand-peur et misère du IIIe Reich, mise en scène de Lothar Bellag / Käthe Rülicke / Konrad Swinarski / Carl M. Weber (en) (Berliner Ensemble)
- 1959 : Bertolt Brecht : La Résistible Ascension d'Arturo Ui, mise en scène par Manfred Wekwerth (Berliner Ensemble)
- 1961 : Helmut Baierl : Frau Flinz, mise en scène par Manfred Wekwerth (Berliner Ensemble)
- 1994 : Samuel Beckett : Fin de partie (Berliner Ensemble)

### Productions de Palitzsch au Berlin Theatertreffen
Berliner Theatertreffen
- Martin Walser, Der schwarze Schwan (Théâtre national du Wurtemberg Stuttgart, 1965)
- William Shakespeare, Henri VI (Théâtre d'État de Wurtemberg Stuttgart, 1967)
- William Shakespeare, Édouard IV (Théâtre d'État de Wurtemberg Stuttgart, 1967)
- Isaak Babel, Marija (Théâtre national du Wurtemberg Stuttgart, 1968)
- Tankred Dorst, Toller (Théâtre d'État de Wurtemberg Stuttgart, 1969)
- John Hopkins, Diese Geschichte von Ihnen (Württembergische Staatstheater Stuttgart, 1970)
- Samuel Beckett, En attendant Godot (Württembergische Staatstheater Stuttgart, 1972)
- Frank Wedekind, Frühlings Erwachen (Théâtre municipal de Francfort/Main, 1974)

## Récompenses et distinctions
- (en) Peter Palitzsch: Awards, sur l'Internet Movie Database

## Littérature
- Rainer Mennicken, Peter Palitzsch, Fischer Verlag, Francfort-sur-le-Main 1993, Série : Mise en scène au théâtre  (ISBN 3-596-11114-5)
- Peter Iden : Peter Palitzsch – Theater muss die Welt verändern, Henschel Verlag, Berlin, 2005  (ISBN 3-89487-511-9)
- Christoph Nix : Immer scheitern, besser scheitern. Zum 80. Geburtstag von Peter Palitzsch. Dans : die tageszeitung 11 septembre 1998
- Wolfgang Bittner, Mark vom Hofe : Der Vorhang geht nicht auf, damit sich Leute unterhalten. Peter Palitzsc, Dans :Ich mische mich ein. Markante deutsche Lebensläufe, Bad Honnef, 2006  (ISBN 978-3-89502-222-7).
- Kurzbiografie zu: Palitzsch, Peter    (de) {{{3}}}, « {{{2}}} », dans Wer war wer in der DDR?, Berlin, Ch. Links, 2010, 5e éd. (ISBN 978-3-86153-561-4, lire en ligne)
- Brechts junger Mann. Der Regisseur Peter Palitzsch wird heute 85 Jahre alt. ,Dans : Berliner Zeitung, 11 septembre 2003
- Der Rebell in der Chefetage. Dans : Süddeutsche Zeitung, 19 décembre 2004
- Ohne Dialektik werdet ihr meine Stücke nicht kapieren; Dans : Berliner Zeitung, 20 décembre 2004
- Ivan Nagel, Peter Palitzsch. Dans : Die Zeit, no 53/2004.